# Мори, Кацудзи
Кацудзи Мори (яп. 森功至 Мори Кацудзи, 10 июля, 1945, префектура Токио) — японский сэйю.

## Биография
Когда Мори было десять лет, некая радиостанция разыскивала актёра на роль в радиодраме. Мори подал заявку, но из этого ничего не вышло, что стало большой трагедией для ребёнка. Чтобы успокоить его, родители записали мальчика в детскую трупу. Оттуда он позднее перешел в мир взрослых актёров. В возрасте 15-16 лет он стал регулярно появляться в исторических драмах от NHK. Тем не менее, в своем развитии он уперся в стену. И кроме того, у него не было стремления стать актёром любой ценой. Он просто посещал студию, потому что так говорили взрослые. В итоге, Мори несколько раз бросал карьеру актёра и ему довелось поработать также редактором и менеджером. Что стало ценным опытом, помогающим ему в дальнейшей карьере актёра.
Первоначально роли Мори в аниме ограничивались лишь незначительными персонажами. И первую главную роль он получил, когда озвучивал Спиди-гонщика. Одновременно он появлялся и на телевидении, но подобная работа плохо подходит для постаревших со временем актёров. Хотя Мори периодически бросал работу актёра, другая деятельность не принесла ему удовлетворения. И в итоге он понял что актёрская стезя — его призвание. Когда же ему исполнилось пятьдесят, он оставил работу в Aoni Production и основал собственную компанию.

## Позиции в Гран-при журнала Animage
- 1979 год — 11-е место в Гран-при журнала Animage, в номинации на лучшую мужскую роль[3];
- 1980 год — 16-е место в Гран-при журнала Animage, в номинации на лучшую мужскую роль[4]

## Роли в аниме
- 1967 год — Гонщик Спиди (1967) (Го Мифунэ);
- 1968 год — Киборг 009 (ТВ-1) (Джо Симамура / 009);
- 1969 год — Tiger Mask (Маска Тигра);
- 1969 год — Attack No. 1 (Дзиро Юдзима);
- 1971 год — Apache Yakyugun (Дайгаку);
- 1972 год — Kagaku Ninja-Tai Gatchaman (Кэн Васио «Орёл» (Джи-1));
- 1973 год — Бей эйс! (ТВ-1) (Тодо);
- 1973 год — Милашка Хани (Сэйдзи Хаями);
- 1975 год — Ganba Bouken Tachi (Крик);
- 1975 год — Космический рыцарь Теккамен (Минами Дзёдзи);
- 1978 год — Kagaku Ninja-Tai Gatchaman (1978) (Кэн Васио «Орёл» (Джи-1));
- 1978 год — Kagaku Ninja-Tai Gatchaman II (Кэн Васио «Орёл» (Джи-1));
- 1978 год — Бей эйс! (ТВ-2) (Такаюки Тодо);
- 1979 год — Мобильный воин ГАНДАМ (Гарма Заби);
- 1979 год — Бей эйс! — Фильм (Тодо);
- 1979 год — Дневник Анны Франк (спецвыпуск) (Питер ван Даан);
- 1979 год — Kagaku Ninja-Tai Gatchaman F (Кэн Васио «Орёл» (Джи-1));
- 1979 год — Роза Версаля (ТВ) (Робеспьер);
- 1981 год — Hello! Sandibelle! (Репортёр Алек Питерсон);
- 1981 год — Bokura Managaka - Tokiwa So Monogatari (Фудзио Акацука);
- 1981 год — Ginga Senpuu Braiger (Стивен Боуи);
- 1982 год — Sentou Mecha Xabungle (Биэл);
- 1982 год — Kikou Kantai Dairugger XV (Вальтер Джек);
- 1983 год — Ai Shite Night (Сатоми);
- 1983 год — Миюки (Кэндзи Косака);
- 1983 год — Ginga Shippu Sasuraiger (Бит);
- 1983 год — Стоп!! Хибари-кун! (Сиина);
- 1983 год — Xabungle Graffiti (Биэл);
- 1983 год — Босоногий Гэн (Сэйдзи);
- 1984 год — Стеклянная маска (ТВ-1) (Масуми Хаями (эп. 19-23));
- 1984 год — Баги, Монстр Могучей Природы (Сэмэн Бонд);
- 1984 год — Кулак Северной Звезды (ТВ-1) (Сю);
- 1985 год — High School! Kimen-gumi (Кацутоси Ватасидакэ);
- 1986 год — Драгонболл (ТВ) (Панпутт);
- 1986 год — Сага об Амоне (Алкан);
- 1986 год — Рыцари Зодиака (ТВ) (Капелла);
- 1987 год — Грязная Парочка: Проект Эдем (Карлсон);
- 1987 год — Трансформеры: Властоголовы (Уэйрдвольф);
- 1988 год — Легенда о героях Галактики: Мне покорится море звезд (фильм первый) (Вольфганг Миттермайер);
- 1988 год — Sakigake!! Otoko Juku (Годзи Акаси);
- 1988 год — Kidou Senshi SD Gundam (Гарма Заби);
- 1988 год — Легенда о героях Галактики OVA-1 (Вольфганг Миттермайер);
- 1988 год — Armor Hunter Mellowlink (второй лейтенант Швепс);
- 1989 год — Драгонболл Зет (ТВ) (Нейл);
- 1990 год — Летопись войн острова Лодосс OVA (Шадам);
- 1991 год — Trapp Ikka Monogatari (Священник отец Вагнер);
- 1992 год — Красавица-воин Сейлор Мун (ТВ) (Нефрит);
- 1993 год — Ghost Sweeper Mikami (Граф Брадо);
- 1993 год — Манускрипт ниндзя (Хандза);
- 1994 год — Boku no Sexual Harassment (Уильям Роджерс);
- 2000 год — Jojo no Kimyou na Bouken (2000) (Жан-Пьер Полнарефф);
- 2002 год — Детское подразделение (ТВ) (Рено Берлиоз);
- 2005 год — Закон Уэки (Коба-сэн);
- 2005 год — Десять храбрых воинов Санады (ТВ) (Хёбу-сёю Наомаса Ии);
- 2008 год — RD Sennou Chousashitsu (Масамити Хару)